# کاپیتان پرایس
کاپیتان جان پرایس (انگلیسی: Captain John Price) شخصیتی از مجموعه بازی‌های ویدئویی ندای وظیفه است که توسط شرکت اکتیویژن منتشر شده است. او اولین بار در ندای وظیفه ۴: جنگاوری نوین (۲۰۰۷) به‌عنوان کاپیتان هنگ ۲۲ نیروی ویژه هوابرد بریتانیا (SAS) ظاهر شد و بعدها به واحد عملیات ویژه بین‌المللی به‌نام گروه ضربت ۱۴۱ پیوست. او در تمامی بازی‌های مجموعه جنگاوری نوین، چه در مجموعه اصلی و چه در نسخه بازسازی‌شده آن که از سال ۲۰۱۹ با ندای وظیفه: جنگاوری نوین آغاز شد، حضور دارد. در سه‌گانه اصلی، بیلی موری صداپیشگی او را بر عهده داشت، در حالی که در سری بازسازی‌شده، بری اسلوآنه این نقش را بر عهده دارد.
این شخصیت بر پایهٔ کاپیتان پرایس دیگری ساخته شده که در بازی اولیهٔ ندای وظیفه (۲۰۰۳) طی دوران جنگ جهانی دوم حضور داشت. هنگام طراحی شخصیت برای ندای وظیفه ۴، تیم توسعه‌دهنده طراحی اولیه را کاملاً تغییر داد و عناصر جدیدی مانند نگاه خیره و بی‌روح، کلاه بونی کهنه و خط رویش موی عقب‌رفته را به ظاهر او افزودند. پرایس از نظر بسیاری، نمادین‌ترین شخصیت در مجموعه ندای وظیفه محسوب می‌شود و برخی حتی او را یکی از برجسته‌ترین شخصیت‌های تاریخ بازی‌های ویدئویی می‌دانند. منتقدان نیز نقش او را در این سری ستوده‌اند و این شخصیت در نظرسنجی‌های مربوط به بهترین شخصیت‌های بازی‌های ویدئویی رتبه‌های بالایی کسب کرده است.